# Важец
Важец (слч. Važec) је насељено мјесто са административним статусом сеоске општине (слч. obec) у округу Липтовски Микулаш, у Жилинском крају, Словачка Република.

## Становништво
| Година:    | 1994. | 2004.   | 2014.   | 2024.   |
| ---------- | ----- | ------- | ------- | ------- |
| Број људи: | 2399  | 2381    | 2361    | 2372    |
| Разлика:   |       | -0,75 % | -0,83 % | +0,46 % |

| Година:    | 2023. | 2024.   |
| ---------- | ----- | ------- |
| Број људи: | 2361  | 2372    |
| Разлика:   |       | +0,46 % |

Према подацима о броју становника из 2011. године насеље је имало 2.374 становника.